# إتوري روسي
إتوري روسي (بالإيطالية: Ettore Rossi)‏ (1894 - 1955 م) هو مستشرق إيطالي.
كلفته الحكومة الإيطالية بالسفر إلى اليمن، فأقام فيها فترة طويلة، تمخضت عن كتاب بعنوان: «العربية كما يتكلم بها في صنعاء: نحو، نصوص، مفردات».